# Wanar (Tersono)
Wanar is een bestuurslaag in het regentschap Batang van de provincie Midden-Java, Indonesië. Wanar telt 1349 inwoners (volkstelling 2010).